# Doreen Carwithen
Doreen Carwithen (* 15. November 1922 in Haddenham, Buckinghamshire als Doreen Mary Carwithen; † 5. Januar 2003 in Forncett, Norfolk) war eine britische Komponistin. Sie schuf einige musikalische Werke für das britische Kino der 1950er Jahre, darunter Kompositionen für Filme wie Gefährliche Kurven, Mord ohne Mörder oder Spionagenetz Hamburg.

## Leben und Werk
Doreen Mary Carwithen wurde 1922 in Haddenham in der Grafschaft Buckinghamshire als Tochter einer Musiklehrerin geboren. Schon früh wurde ihre musikalische Begabung gefördert. Im Alter von vier Jahren begann sie mit dem Violin- und dem Klavierspiel. Mit 16 studierte sie Harmonielehre an der Royal Academy of Music. An der Universität lernte sie auch ihren späteren Ehemann William Alwyn kennen. 1941 gewann sie ein Stipendium. Sie erhielt Cellounterricht bei Peers Coetmore und spielte bald regelmäßig in einem Streichquartett und in lokalen Orchestern. Zu dieser Zeit entstanden ihre ersten eigenen Kompositionen.
1946 bekam die junge Komponistin vom britischen Filmproduzenten J. Arthur Rank die Möglichkeit geboten, Filmmusik zu schreiben, zuerst für Kurz- und Dokumentarfilme wie This Modern Age und To the Public Danger. Schließlich gab sie 1949 dann mit der Komposition für Montgomery Tullys Drama Boys in Brown mit Jack Warner, Richard Attenborough und Dirk Bogarde ihr Kinofilmdebüt. Anfang der 1950er Jahre arbeitete sie für Regisseure wie Peter Bradford und Terence Fisher. Für den Regisseur Val Guest schrieb sie die beiden Filmmusiken zu Robin Hood, der rote Rächer (1954) und Spionagenetz Hamburg (1955). Noch im selben Jahr komponierte sie die Musik zum Kriminaldrama Mord ohne Mörder mit Orson Welles, John Gregson und Elizabeth Sellars in den Hauptrollen.
Neben ihrer Filmmusikkarriere komponierte sie auch klassische Werke, so 1947 die Ouvertüre ODTAA, die unter der Leitung von Sir Adrian Boult im März 1947 ihre Uraufführung am Covent Garden erlebte. Es folgte ein Konzert für Klavier und Streicher, das 1952 beim Henry Wood Promenade Concerts uraufgeführt wurde. Für ihre beiden Streichquartette wurde sie 1948 mit dem A.J. Clements Prize und 1952 mit dem Cobbett Award geehrt.
Trotz der anfänglichen eigenen Erfolge dieser Werke und der Filmkompositionen hatten die Verlage nur wenig Interesse, die klassischen Kompositionen einer Frau zu veröffentlichen und so beschränkte sich Doreen Carwithen ab Mitte der 1950er Jahre notgedrungen darauf, die Musik und die Karriere ihres späteren Ehemannes William Alwyn zu fördern und zu begleiten. Ab 1961 führte sie offiziell dessen Werkschau und dessen Archiv. Nach dem Tod ihres Mannes im Jahr 1985 gründete sie das William Alwyn Archive of music, poetry and art und rief die William Alwyn Foundation ins Leben, um die Arbeiten ihres Mannes in der Öffentlichkeit zu fördern und zu verwalten. Daneben arbeitete sie als Lehrerin an der Royal Academy of Music und hielt als Dozentin Lesungen und Vorträge über Musik an der Pädagogischen Hochschule Furzedown.
Doreen Carwithen verstarb am 5. Januar 2003 im Alter von 80 Jahren in Forncett St Peter in der Grafschaft Norfolk.

## Auszeichnungen
- 1948: A.J. Clements Prize für Streichquartett
- 1952: Cobbett Award für Streichquartett

## Filmografie (Auswahl)

### Spielfilme
- 1949: Boys in Brown
- 1953: Gefährliche Kurven (Heights of Danger)
- 1953: Love in Pawn
- 1953: Mantrap
- 1954: Robin Hood, der rote Rächer (The Men of Sherwood Forest)
- 1955: Mord ohne Mörder (Three Cases of Murder)
- 1955: Spionagenetz Hamburg (Break in the Circle)

### Kurzfilme oder Dokumentarfilme
- 1946: This Modern Age (Kurzdokumentarfilm)
- 1948: To the Public Danger (Kurzfilm)
- 1953: Teeth of the Wind (Kurzdokumentarfilm)
- 1955: On the Twelfth Day (Kurzfilm)